# Alipi d'Alexandria
Alipi o Alípios (en grec antic: Ἀλύπιος, llatí: Alypius) fou un autor grec d'una obra musical titulada Eἰσαγωγὴ μουσική ('introducció a la música'), que no es pot identificar amb cap altre dels que portaven el nom d'Alipi. No se sap res de la seva vida, però podria ser l'Alipi que esmenta Eunapi a la seva vida de Iàmblic de Calcis i que celebra pel seu agut intel·lecte (ὁ διαλεκτικώτατος Ἀλύπιος) i per la seva baixa estatura. Com que era amic de Iàmblic segurament devia viure en temps de Julià l'Apòstata. Se suposa que era nascut a Alexandria, i va morir a una edat avançada.